# Bibai
Bibai (美唄市, Bibai-shi) est une ville située dans la sous-préfecture de Sorachi, sur l'île de Hokkaidō au Japon.

## Géographie

### Situation
Bibai se situe dans le centre-ouest de Hokkaidō, à 50 km au nord-est de Sapporo.

### Municipalités limitrophes
| Urausu    | Naie   | Ashibetsu |
| Tsukigata | Bibai  | Mikasa    |
| Iwamizawa | Mikasa | Mikasa    |

### Démographie
En juin 2020, la population de Bibai était estimée à 20 726 habitants, répartis sur une superficie de 277,69 km2.

### Hydrographie
La ville est bordée par le fleuve Ishikari au nord-ouest.

## Histoire
Plusieurs mines de charbon y ont été exploités.
Bibai a acquis le statut de ville le 1er avril 1950 (Shōwa 25).

## Transports
Bibai est desservie par la ligne principale Hakodate de la JR Hokkaido. La gare de Bibai est la principale gare de la ville.